# Phylloscopus reguloides
El mosquitero de Blyth (Phylloscopus reguloides) es una especie de ave paseriforme de la familia Phylloscopidae propia de Asia.
Su nombre común hace referencia al zoólogo británico Edward Blyth.

## Distribución y hábitat
Se lo encuentra en el sureste de Asia, sur de China y a lo largo de los Himalayas hasta el norte de Pakistán. Su hábitat natural son los bosques montanos húmedos subtropicales.